# Histoire de Tarn-et-Garonne
L’histoire du département de Tarn-et-Garonne commence le 21 novembre 1808, lorsqu’il est créé par décret impérial.

## Création

Redécoupage des frontières départementales à la suite de la création du Tarn-et-Garonne

Le département a été créé pendant le Premier Empire, sur décret impérial de Napoléon Ier, le 21 novembre 1808, avec des territoires pris aux départements voisins. En effet, sous l'Ancien Régime,  la sénéchaussée de Cahors (12 députés) comprenait quatre bailliages secondaires (dont celui de Montauban), mais la généralité de Montauban englobait à la fois le  Quercy et le Rouergue.  Après la création des départements en 1790, Montauban n'était plus qu'une sous-préfecture du Lot. Cette situation déplaisait fort aux notables montalbanais. L'Empereur fut donc sollicité par les notables de la ville et créa donc le Tarn-et-Garonne, par redécoupage et « annexion partielle » des territoires des départements voisins,. 
Article 1er
Il sera formé un nouveau département, dont la ville de Montauban sera le chef-lieu, sous le nom de département de Tarn-et-Garonne. 
Article 2
Ce département sera divisé en trois arrondissements, savoir : 
- 1° L'arrondissement de Montauban, lequel sera composé des : 
  - canton de Montauban Est,
  - canton de Montauban Ouest,
  - canton de Nègrepelisse,
  - canton de Caussade,
  - canton de Caylus,
  - canton de Monclar-de-Quercy,
  - canton de Lafrançaise,
  - canton de Montpezat-de-Quercy,
  - canton de Molières, tous pris au département du Lot;
  - et du Saint-Antonin, du département de l'Aveyron.
- 2° L'arrondissement de Moissac, lequel sera composé des : 
  - canton de Moissac,
  - canton de Lauzerte,
  - canton de Bourg-de-Visa, pris du département du Lot,
  - canton de Montaigu-de-Quercy,
  - canton d'Auvillar,
  - Canton de Valence, pris du département de Lot-et-Garonne.
- 3° L'arrondissement de Castel-Sarrazin, composé des : 
  - canton de Castelsarrasin,
  - canton de Beaumont-de-Lomagne,
  - Grisolles,
  - canton de Montech,
  - canton de Saint-Nicolas-de-la-Grave,
  - canton de Verdun-sur-Garonne,
  - canton de Villebrumier, du département de la Haute-Garonne;
  - du canton de Lavit, du département du Gers[4].

Article 3
Le département de Tarn-et-Garonne sera placé dans la quatrième série. 
Article 4
La ville de Montauban sera au nombre des bonnes villes dont les maires assistent au couronnement de l'Empereur. 
Article 5
Le nombre des députés au Corps Législatif sera de deux.

## Histoire

### Ancien Régime(1600-1789)
- Guerres de religion, Rébellions huguenotes
  - Siège de Montauban
  - Massacre de Nègrepelisse
  - Siège de Saint-Antonin